# Maria Gresz
Maria Gresz (* 8. Januar 1967 in Hamburg) ist eine deutsche Journalistin und Fernsehmoderatorin.

## Leben und Karriere
Nach dem Abitur auf dem Gymnasium Eppendorf absolvierte Maria Gresz ein Volontariat beim privaten Radiosender Radio 107. Im Juni 1988 begann sie als Praktikantin bei Spiegel TV, arbeitete zunächst als Redaktionsassistentin, dann als Jungredakteurin. Von 1988 bis 2008 war sie Stellvertreterin von Stefan Aust bei der Moderation des Reportagemagazins Spiegel TV Magazin auf RTL, moderierte später auch die Spiegel TV Reportage und zeitweise die VOX-Nachrichten. Seit dem 24. Februar 2008 moderiert Maria Gresz im Wechsel mit Hendrik Voehringer, seit 2010 im Wechsel mit Kay Siering. Im Mai 2009 moderierte sie gemeinsam mit Peter Kloeppel bei RTL die Sendung 2009 – Wir wählen: Zuschauer fragen – Bundeskanzlerin Angela Merkel antwortet. Im Dezember 2011 übernahm sie zunächst die Ressortleitung von Spiegel TV Magazin und im Mai 2014 ebenfalls die der Spiegel TV Reportage. Für beide Sendeformate ist sie auch als Autorin tätig. Seit 1. April 2017 war sie Mitglied der Chefredaktion von Spiegel TV, mit der Umstrukturierung zum Jahresanfang 2019 wurde sie Produzentin.
Maria Gresz ist seit 1989 mit dem NDR-Kultur-Redakteur Jens Büchsenmann verheiratet, lebt mit ihm und zwei gemeinsamen Söhnen in Hamburg-Harvestehude.